# Robin Parisotto
Robin Parisotto ist ein australischer Sportmediziner und Anti-Doping-Experte am Australian Institute of Sport.
Er hat mit seinem Forscher-Team im Jahr 2000 den ersten EPO-Bluttest im Kampf gegen Blutdoping entwickelt. Während mit einem EPO-Urin-Test die Einnahme von EPO nur für circa zwei Tage nachgewiesen werden kann, ist laut Parisotto EPO mit seinem Test bis zu sechs Wochen nach Aufnahme in den Körper nachweisbar, wie er in einem Interview für die ARD-Fernseh-Dokumentation Blut und Spiele vom August 2007 erklärte.
Er erklärte weiter, dass das IOC sich jedoch als offiziellen Test für Olympia 2000 für den Test eines französischen Labors entschieden habe, der EPO nur maximal zwei Tage nach Anwendung nachweisen konnte. Der Parisotto-Test lief inoffiziell nebenher. Beim offiziellen Test (2-Tage-Nachweis) gab es keine einzige positive Probe, beim Parisotto-Test (6-Wochen-Test) dagegen sieben positive Proben bei 300 Tests.

## Veröffentlichungen
- Robin Parisotto: Blood Sports. Melbourne 2006, ISBN 978-1-74066-366-3